# 龍華國小站
龍華國小站位於台灣高雄市鼓山區，為高雄捷運環狀輕軌的捷運車站。車站編號為C23。

## 歷史
高雄市政府捷運工程局舉行C15-C37車站徵名活動，票選結果為「龍華國小站」。2020年11月10日，公告站區從大順一路、龍德路口西移至大順一路與美術館路中間的空地裡。
2022年10月5日，隨著環狀輕軌第二階段「C20臺鐵美術館–C24愛河之心」通車啟用。。
因應高雄輕軌成圓，於2024年1月1日至2月25日前進行全線通車試營運，以作為後續正式營運後參考。
本站有預留未來供原地新建大樓之結構柱基礎。

## 車站概要
站區位於大順一路與美術館路中間的空地裡（文小26預定地），定位為中間站。此外本站與聯合醫院站之間行經的美術館路（中華一路至裕誠路段）因道路狹窄，將採單線行駛。車站構造為島式月台一座、一股儲車軌。

### 月台配置
| 地面               |                                  |
|                    | 儲車軌                           |
|                    | ← 環狀輕軌逆行方向（聯合醫院站） |
| 島式月台，左側開門 |                                  |
|                    | 環狀輕軌順行方向（愛河之心站）→  |
| 出入口             |                                  |

## 外部連結
- 龍華國小站（高雄捷運公司） （页面存档备份，存于）